# Ходзеж (гмина)
Ходзеж (пол. Chodzież) — сельская гмина (волость) в Польше, входит как административная единица в Ходзеский повет, Великопольское воеводство. Население — 5338 человек (на 2004 год).

## Сельские округа
1. Константыново
2. Мильч
3. Нетушково
4. Олесница
5. Петронки
6. Поданин
7. Ратае
8. Стружевице
9. Стружево
10. Стшельце
11. Захажин

## Прочие поселения
1. Цише
2. Цишево
3. Джонзгово
4. Яцевко
5. Камёнка
6. Кежковице
7. Крыстынка
8. Мирово
9. Рудки
10. Сломки
11. Стружевко
12. Стшеленцин
13. Студзенец
14. Троянка
15. Тшасковице
16. Вымыслав

## Соседние гмины
1. Гмина Будзынь
2. Ходзеж
3. Гмина Чарнкув
4. Гмина Качоры
5. Гмина Маргонин
6. Гмина Мястечко-Краеньске
7. Гмина Шамоцин
8. Гмина Уйсце